# Neomór építészet Magyarországon
A magyarországi neomór építészet vagy mórizálás a 19. század második felében jelen lévő építészeti stílusirányzat volt a historizmuson belül. Nem azonos a régi, magyarországi török-iszlám építészettel.

## A neomór építészet
A neomór építészet (angolul: Moorish Revival architecture, franciául: Architecture néo-mauresque, németül: Orientalisierende Architektur) a 19. századi historizmus neostílusainak egyike volt, és a középkori dél-spanyolországi arab építészetet használta mintának saját épületei megvalósításakor. Az eredeti mór stílus: „az iszlám művészet egyik építészeti stílusa. Észak-Afrikában, valamint a középkori Spanyolországban és Portugáliában az arab (mór) uralom időszakában (711–1492) virágzott. Jellemző rá a patkóív forma, a geometrikus és növényi formák alkalmazása, a kupolás építési mód használata. Előnybe részesítette a vörös tégla és a hármas árkádsor alkalmazását is.”
A stílus gyakran keveredett már neostílusokkal is, például Ludwig Förster épületei esetében neoromán és egyéb (nem mór) keleti elemekkel. Hasonlóan járt el Feszl Frigyes is.

## Magyarországon

### Zsinagógaépítészetben
Magyarországon a stílus nem volt túlzottan elterjedt. Elsősorban a zsinagógaépítészetben használták a 19. század közepétől. Viszonylag korai, még a romantikus építészet időszakára tehető a hatalmas, mór elemeket felvonultató budapesti Dohány utcai zsinagóga (Ludwig Förster, 1854–1859). Mór stílusban épült meg a régi, Öntőház utcai budai zsinagóga is (Knabe Ignác, 1865–1866). Ez az épület ma már nem található meg, a második világháborúban elpusztult. Már a romantikát követő historizmus időszakában épült meg a mórizáló budapesti Rumbach utcai zsinagóga (Otto Wagner, 1870–1873). A század vége felé mór stílusban épült meg az újpesti zsinagóga is (talán Jakob Gartner, 1885–1886).
A neomór stílus közkedvelt volt a vidéki zsinagógák esetében is. Ilyen stílusban épült a miskolci Kazinczy utcai zsinagóga (Ludwig Förster, 1856–1863), a kecskeméti zsinagóga (Zitterbarth János, 1863–1871), a veszprémi zsinagóga (Zitterbarth János, 1863–1865, elpusztult), a balassagyarmati zsinagóga (építész nem ismert, 1868, elpusztult), a székesfehérvári ortodox zsinagóga (építész neve nem ismert, 1870), a szombathelyi zsinagóga (Ludwig Schöne, 1880–1881), az esztergomi zsinagóga (Baumhorn Lipót, 1888), a makói ortodox zsinagóga (építész neve nem ismert, 1895), a debreceni neológ zsinagóga (Jakob Gartner, 1896, elpusztult), a szekszárdi zsinagóga (Hans Petschnig, 1897), a salgótarjáni zsinagóga (Szvoboda Gyula, 1901–1902, elpusztult), a zalaegerszegi zsinagóga (Stern József, 1903).
Neogót stílusú, de hatalmas kupolával és móros díszítéssel készítette el Schömer Ferenc és Foerk Ernő tervét a Lipótvárosi zsinagóga épületére 1899-ben. A terv első helyezést ért, az építkezés viszont a magas költségek miatt nem történt meg később. Ugyanerre az épületre keleties, az iszlám építészettől inspirált tervet adott még be Baumhorn Lipót, Bálint Zoltán és Jámbor Lajos (építész), illetve Scheer Izidor és Pollák Manó.

### Határon túlra került magyar területek zsinagógaépítészetében

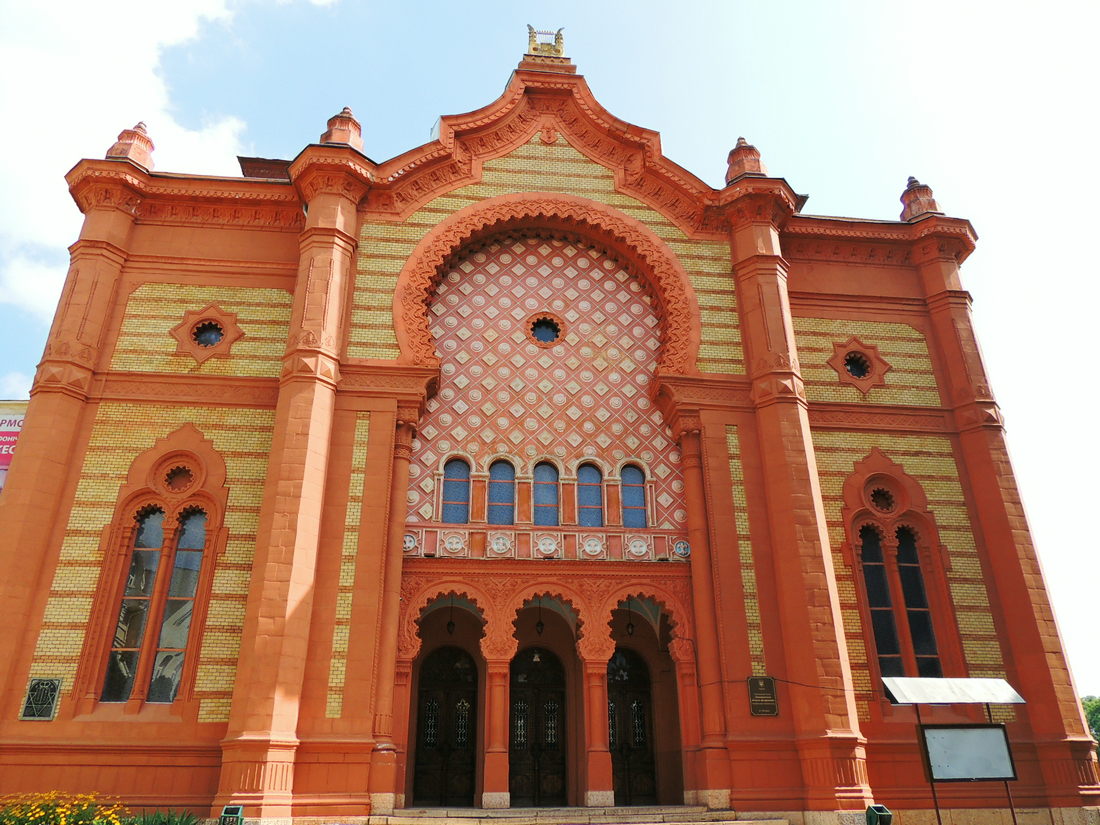
Az ungvári zsinagóga

Ugyan a trianoni békediktátum óta Románia területére került, de eredetét tekintve a magyar építészethez tartozik az 1890-ben felépült neomór stílusú nagyváradi ortodox zsinagóga (Bach Nándor). Neomór stílusban épült fel 1891-ben a szatmárnémeti Várdomb utcai zsinagóga (Bach Nándor) is.
Egyéb példák teljes, illetve részleges mórizálásra:
- belvárosi zsinagóga, Temesvár (Carl Schumann, 1863–1865)[25]
- gyárvárosi zsinagóga, Temesvár (Baumhorn Lipót, 1889)[26]
- józsefvárosi zsinagóga, Temesvár (Karl Hart, 1906–1910)[27]
- nagykárolyi zsinagóga (1866)[28]
- neológ zsinagóga, Brassó (neogót-mór, Baumhorn Lipót, 1899–1901)[29]
- neológ zsinagóga, Kolozsvár (Hegner Izidor, 1886–1887)[30]
- dési zsinagóga (1907–1909)[31]
- marosvásárhelyi zsinagóga (Jakob Gartner, 1901)[32]
- verbói zsinagóga (Grätzel és Kittler, 1883)[33]
- neológ zsinagóga, Pozsony (1893)[34]
- malackai zsinagóga (Wilhelm Stiassny, 1886)[35]
- nagyszombati status quo zsinagóga (1892)[36]
- breznóbányai zsinagóga (Alois Payerberger, 1902)[37]
- ungvári zsinagóga (Papp Gyula és Szabolcs Ferenc, 1904)[38]
- nagybecskereki zsinagóga (Baumhorn Lipót, 1896)[39]
- máramarosszigeti zsinagóga (1902)[40]

### Egyéb felhasználási helyeken
Néhány esetben világi épületeken is előfordult a stílus. Feszl Frigyes Pesti Vigadóját (1859–1865) szokták példának említeni. Feszlnek a Dohány utcai zsinagóga (két lakóépület, és közöttük, hátrébb a templom), az Országház és a Magyar Tudományos Akadémia épületére készített, de meg nem valósult tervei szintén igénybe vették ezeket az elemeket. Ismert tőle egy mór fürdő terve, és lehet, hogy ő készítette az 1857-es királylátogatás keleties díszépítményének tervét is. (A fentiektől függetlenül a Dohány utcai zsinagóga belső kialakítását is végezte el, a külső Ludwig Förster munkája.)
A stílust Ybl Miklós az Unger-ház esetében használta fel (Budapest, Múzeum körút 7.). Alpár Ignác az 1896-os millenniumi ünnepségekre beadott, történelmi főcsoport pályázatára móros formájú egységet tervezett. A főcsoport, a mai Vajdahunyad vára (Budapest, Városliget) végül Alpár tervei alapján készült el, de nem az eredeti, hanem egy később beadott újabb terve szerint. (A kiállításon végül a Zenepavilon lett keleties stílusú.) 1865-ben Szkalnitzky Antal tervezett móros színházat (Csokonai Nemzeti Színház) Debrecenben.
1896-ban épült meg ideiglenes jelleggel a Konstantinápoly Budapesten nevű városrész is felhasználva az iszlám építészet elemeit. A művárost már abban az évben lebontották. Hasonló szórakoztatónegyed volt az Ős-Budavára (1896, tervezte: Vidor Emil és Vogl Lajos), amelyben ugyancsak épültek móros jellegű épületek (pl. egy mecset). Ez a létesítmény 1910-ben került elbontásra. A valamivel korábbi, 1885-ös Országos Általános Kiállításon az úgynevezett Keleti pavilon és a Keleti kávéház volt ilyen stílusú. A szomszédos Angol Park (a későbbi Budapesti Vidám Park) területén is álltak keleties épületek.
A század végén Schmahl Henrik  munkásságát jellemezte egyfajta neomór-historizálás. Mór elemek fedezhetőek fel a Caprice-mulató (ma: Uránia Nemzeti Filmszínház, 1893/1895, Budapest, Rákóczi út 21.), a mára már elpusztult Stern-bérház (1898, Budapest, Rákóczi út 72.), és Schmahl utolsó, legnagyobb szabású műve, a Párizsi udvar (Belvárosi Takarékpénztár, 1909–1912, Budapest, Ferenciek tere 10.) homlokzatán, illetve passzázsán. Hasonló elemeket alkalmazott Pollák Manó az 1899-ben felépült Róheim-villa (Hermina út 45.) belső kialakításánál.
1911-ben Pártos Gyula adott be móros tervet a Fővárosi Könyvtár pályázatán.
Freund Vilmos a Kozma utcai izraelita temető ravatalozóját (1891, Budapest, Kozma utca 6.), Ray Rezső Lajos a Népgőzfürdőt (1893, Budapest, Frankel Leó út) készítette el neomór stílusban. (A Kozma utcai izraelita temetőben móros stílusú sír Weisz Imréé.)
Mór elemeket is felhasznált Pártos Gyula 1903-ban a Rudas gyógyfürdő (Budapest, Döbrentei tér 9.) palotává fejlesztő tervében. (Az épület végül nem készült el.) Nem épült meg az új budai zsinagóga sem, amelyre 1912-ben Gondos Imre neoromán-morizáló, Löffler Samu Sándor és Löffler Béla szecessziós-morizáló terveket adott be. Nem készült el a székesfővárosi krematórium sem, erre Gerey Ernő 1915-ben neoromán-morizáló tervet készített.
Érdekesség, hogy a két világháború között is épült egy mór stílusú középület. Ez a Mohácsi Városháza (Árkay Aladár, 1924–1926).
Ugyanebben az időben építették a Dohány utcai zsinagóga – eredeti stílusához hasonló – árkádos melléképületét (1929–1931), illetve az art décos, de keleti elemeket szintén hordozó Hősök templomat (1931).
A stílus késő (talán legutolsó magyarországi) alkotása a Falus Elek által tervezett családi villa Leányfalun (1943).

## Iszlám elemek a szecesszióban
Érdekesség, hogy az 1890-es évektől szecesszió is sokat merített az iszlám építészetből, azonban annak ilyen irányú alkotásait (pl. a Fővárosi Állat- és Növénykert Kapuépülete, a Fővárosi Állat- és Növénykert Elefántháza) már nem szokták a neomór építészethez sorolni inkább az indo-szaracén stílushoz lenne sorolható.
Az átmenet a szóhasználatban a szecesszió kezdetén, annak egyik első emblematikus épületénél figyelhető meg. A Lechner Ödön által tervezett Iparművészeti Iskola és Múzeum (1893–1896, Budapest, Üllői út 33–37.) stílusát „mórizáló”-nak nevezték, de az Iparművészeti Múzeum nyomán épült, arra hasonlító épületeket már nem. (Ettől függetlenül, mint fentebb látszik, később is épültek „hagyományos” neomór stílusban épületek, például zsinagógák, Schmahl-féle házak.)
Lechner Ödön egyébként iszlám építészeti formákat használt a Kecskeméti városi gőz- és kádfürdő (1884), és a Kőbányai Szent László-templom első terveinél is. A fürdőépület nem valósult, a Kőbányai Szent László-templom pedig végül ugyan Lechner tervei szerint, de más, gótikus-szecessziós stílusban épült fel.
1914-ben moreszk elemekkel díszített bérházat tervezett Román Miklós és Jellinek Frigyes a Budapest Pannónia u. 30. számú telekre.

## Képtár

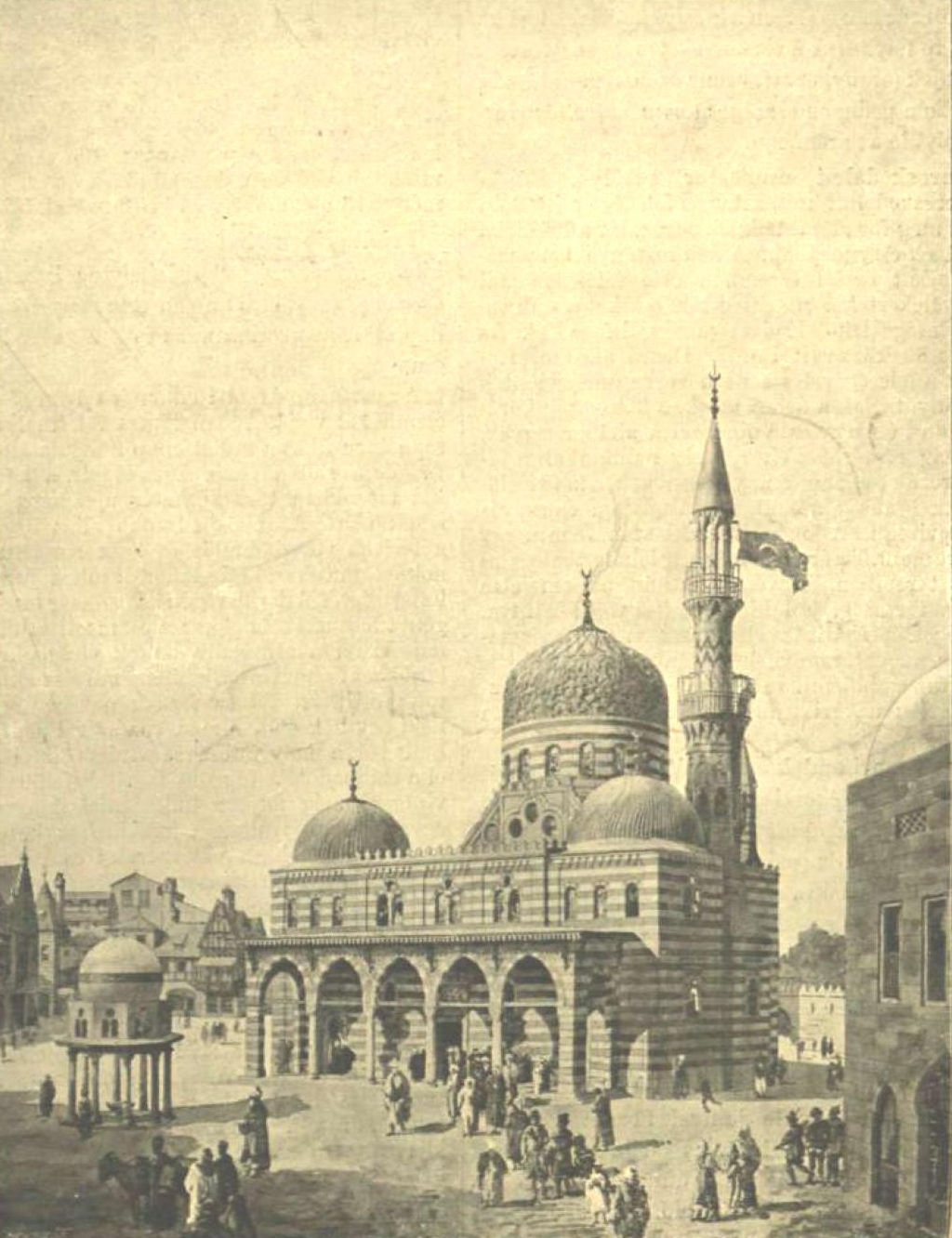
Mecset az Ős-Budavára területén, Budapest
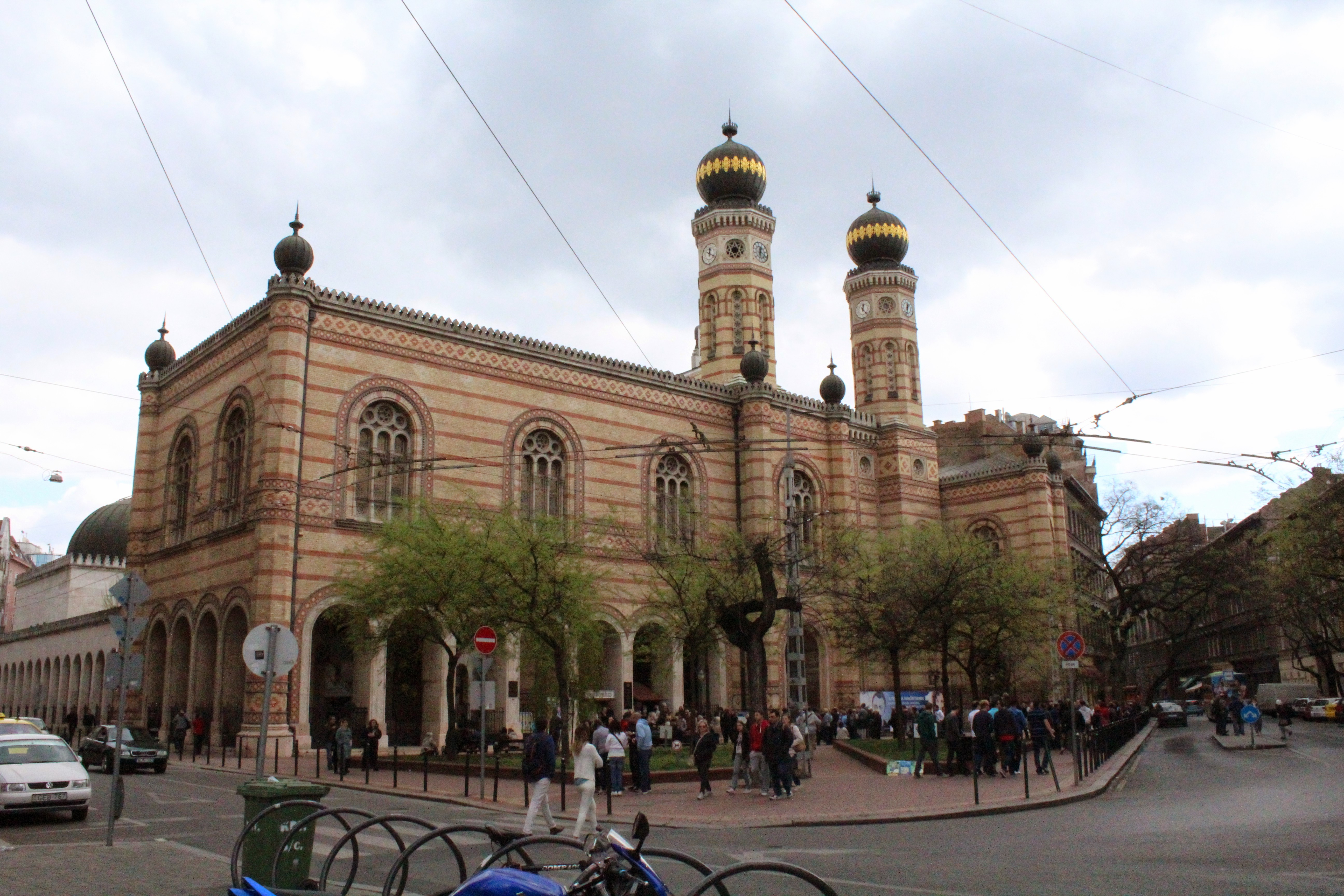
Dohány utcai zsinagóga, Budapest
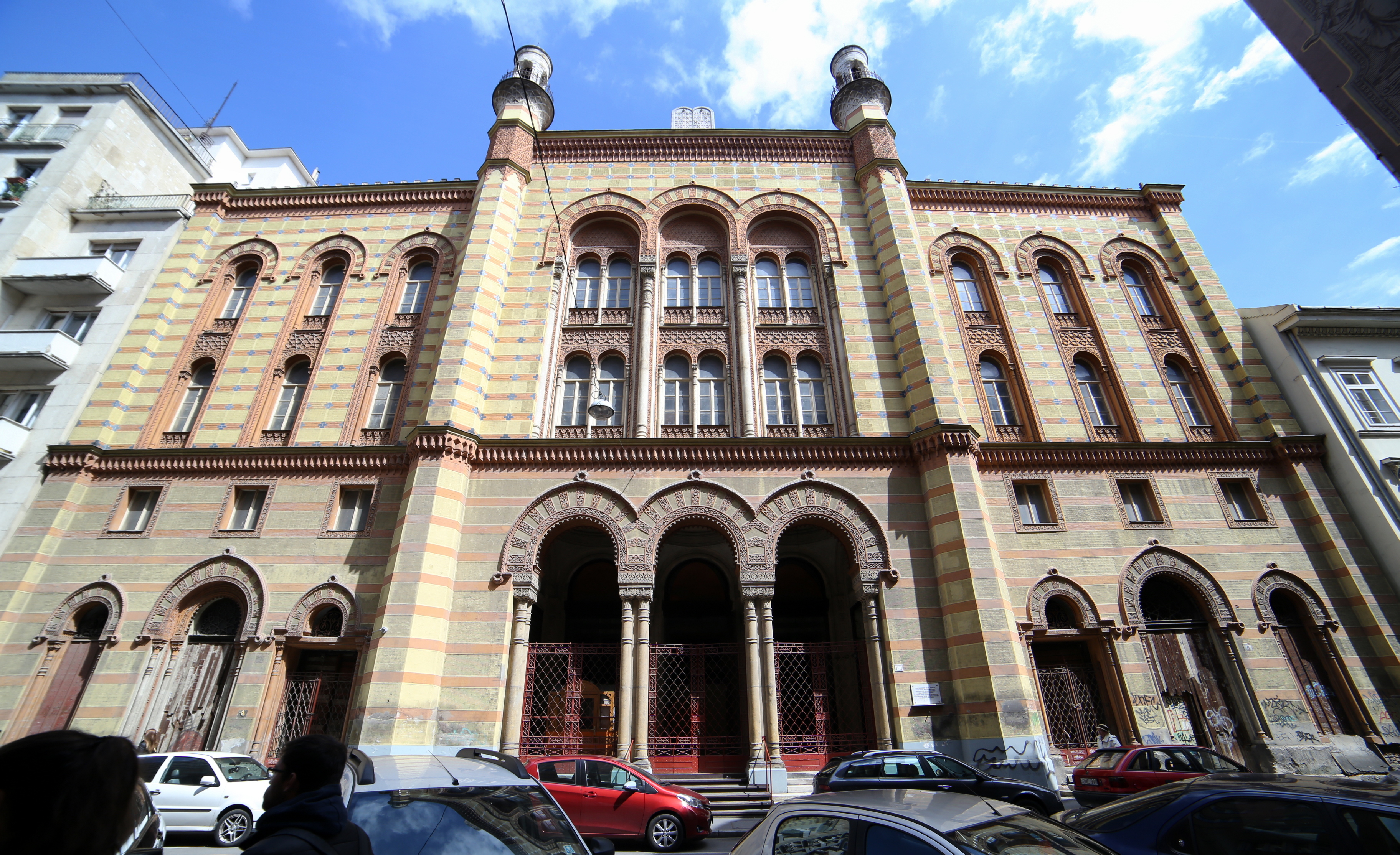
Rumbach utcai zsinagóga, Budapest
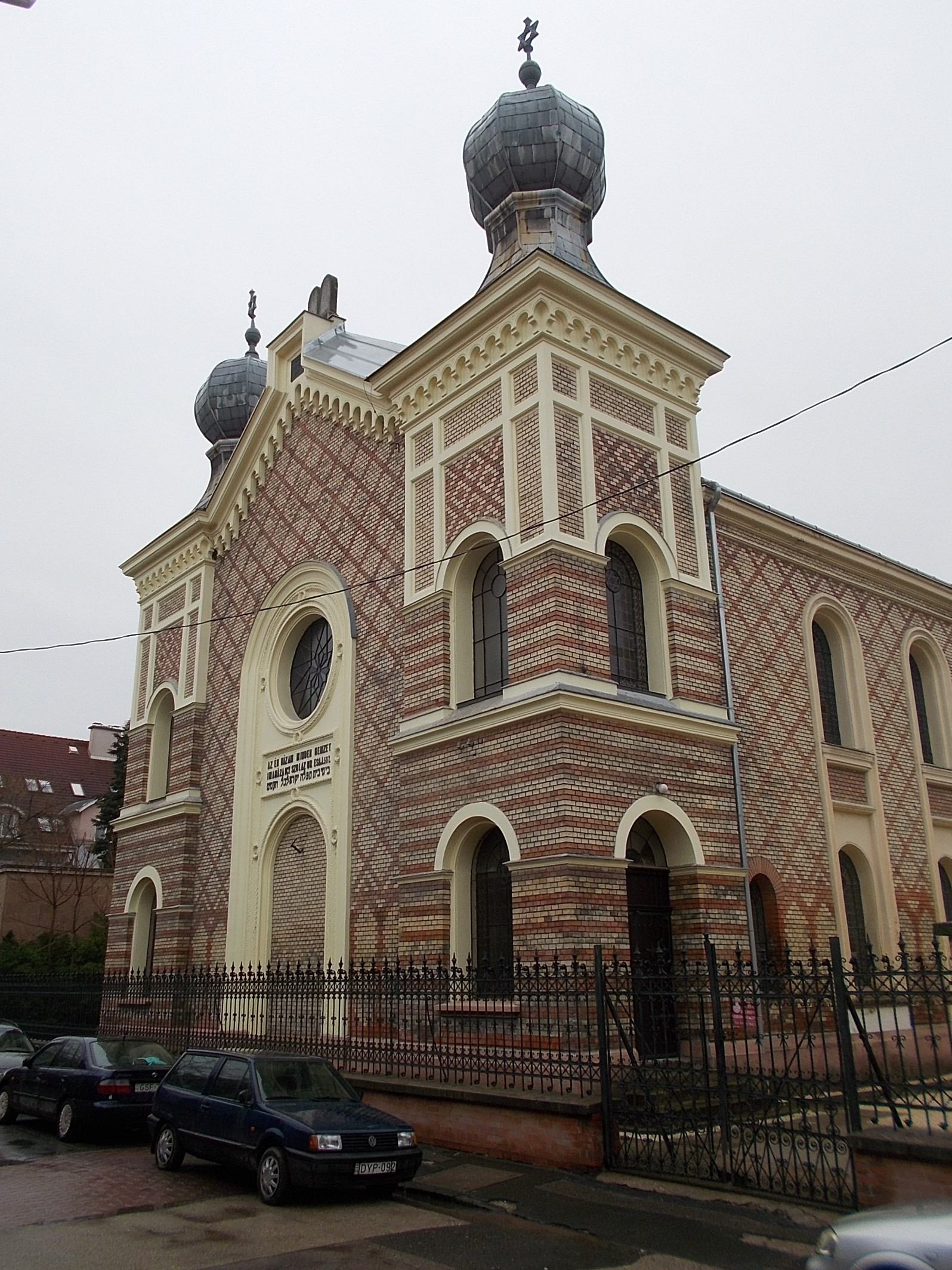
Újpesti zsinagóga, Budapest
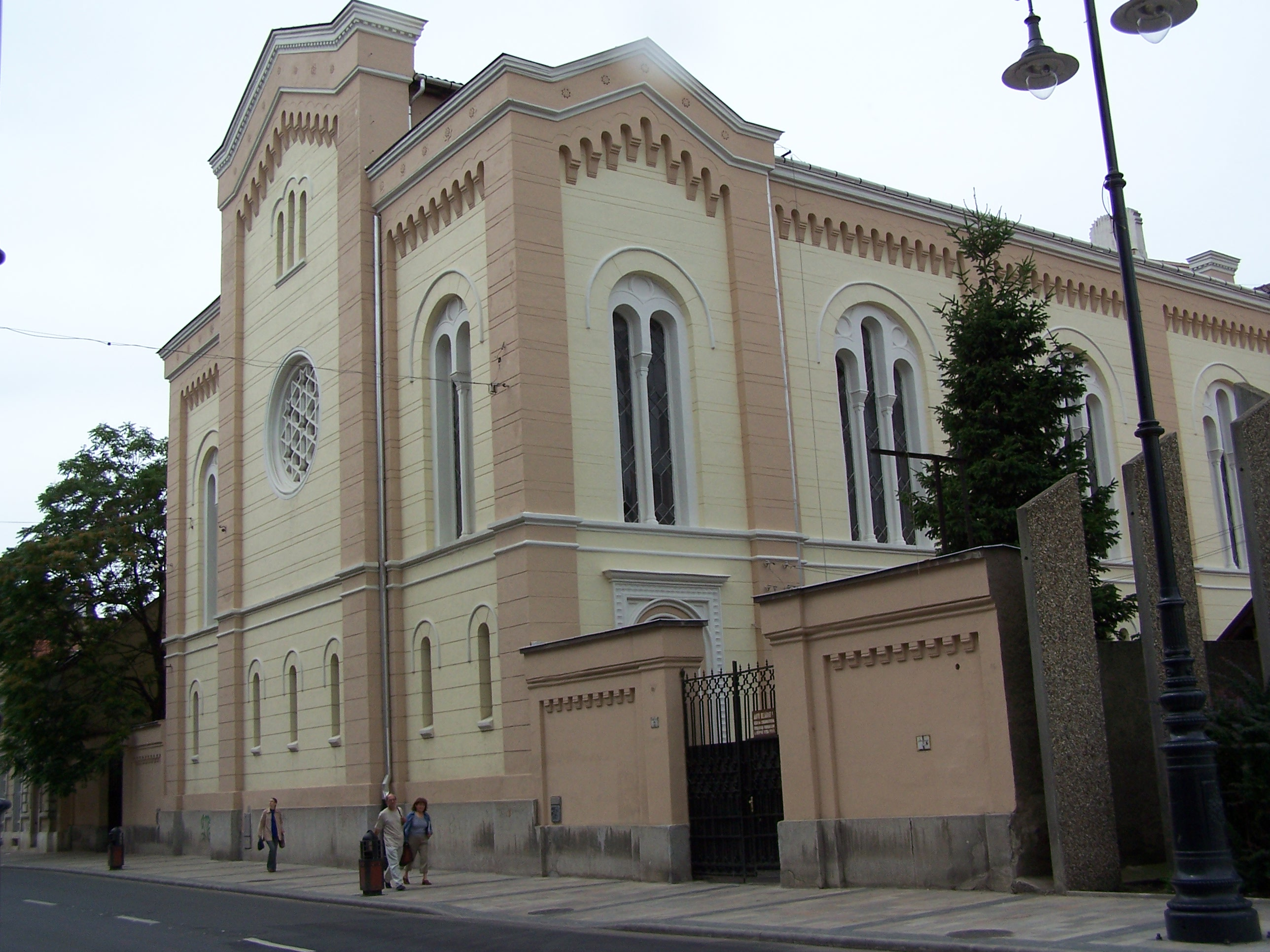
Kazinczy utcai zsinagóga, Miskolc
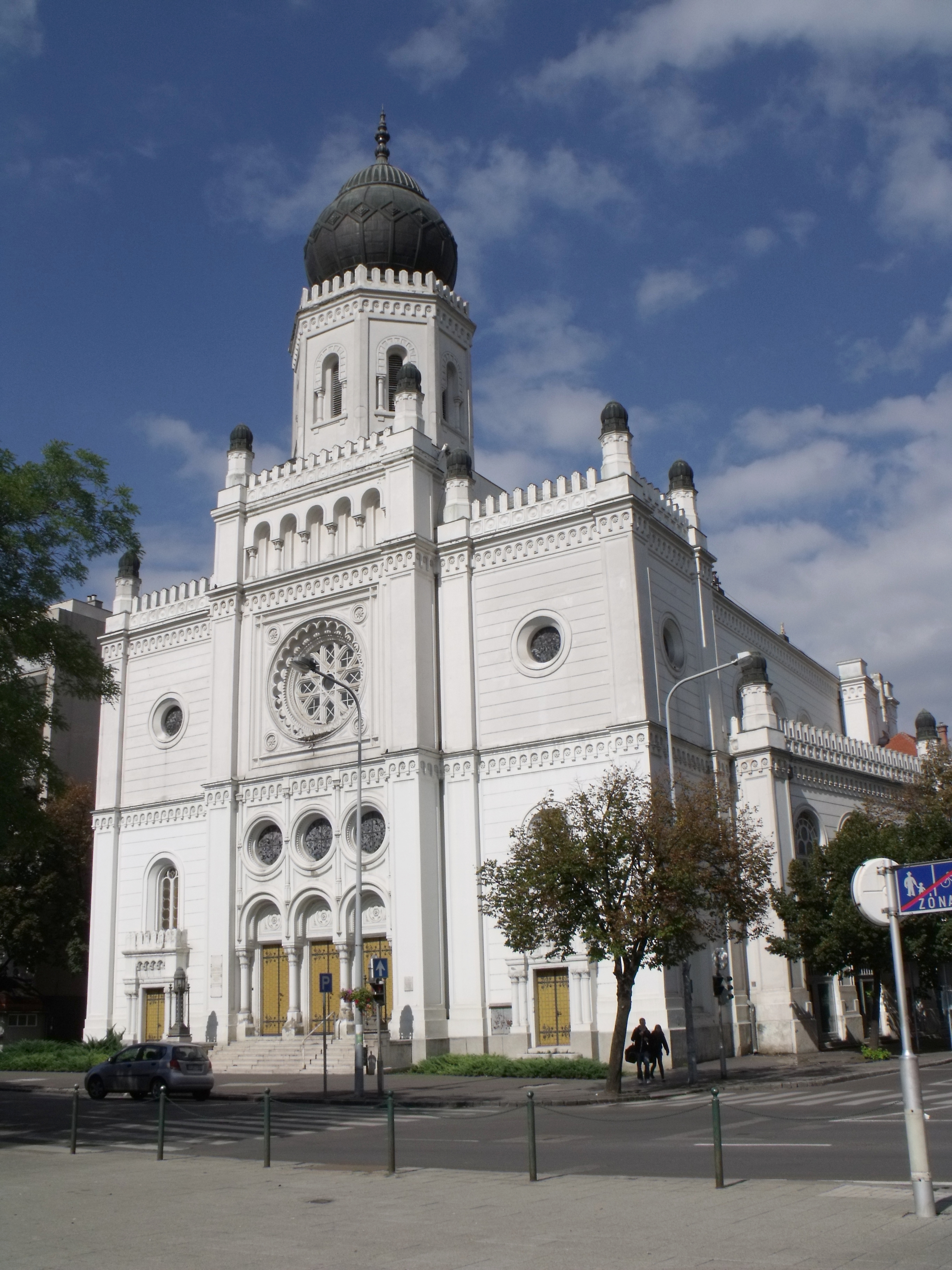
Zsinagóga, Kecskemét
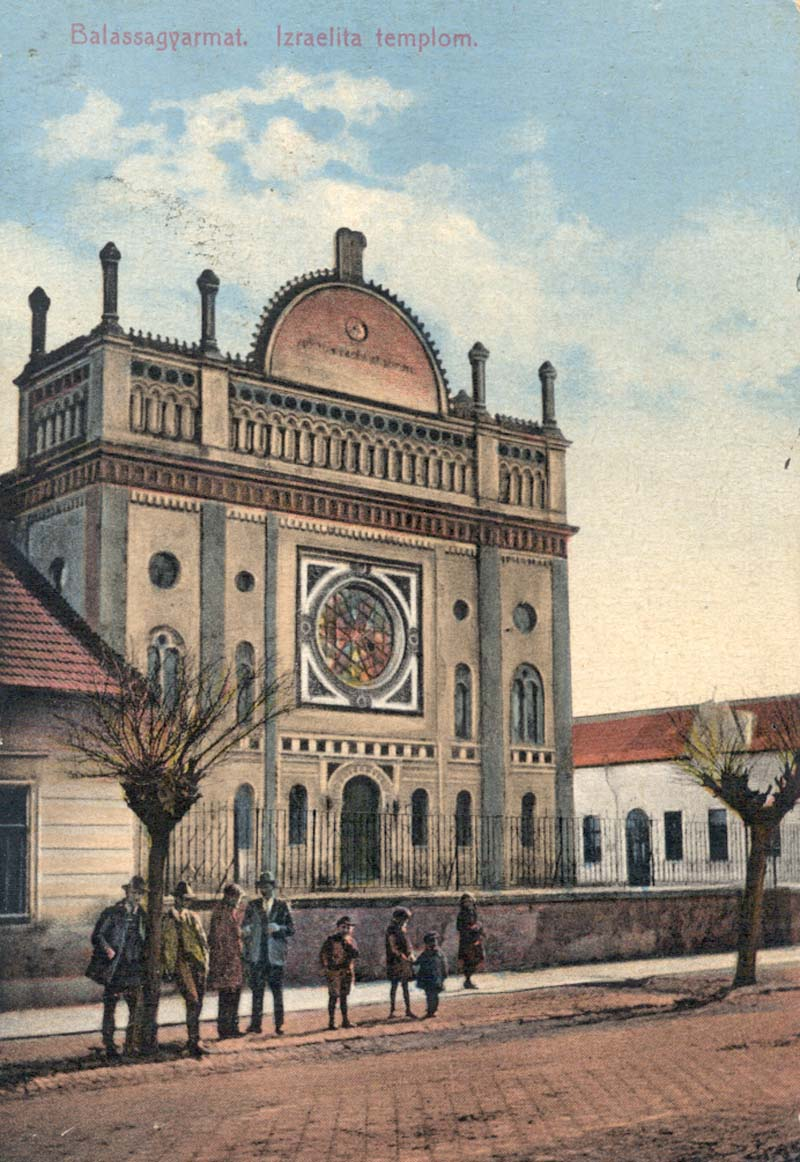
Zsinagóga, Balassagyarmat
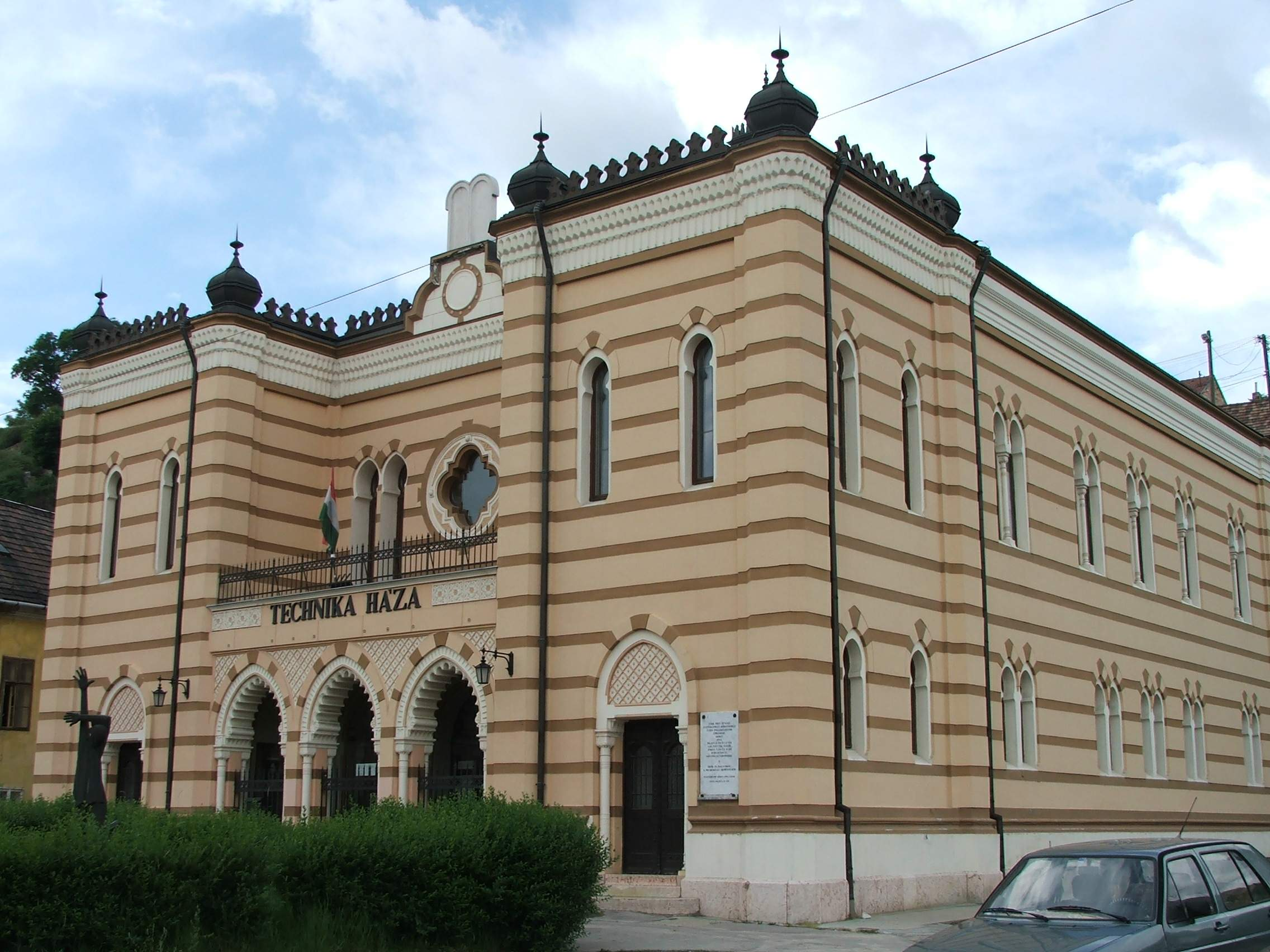
Zsinagóga, Esztergom
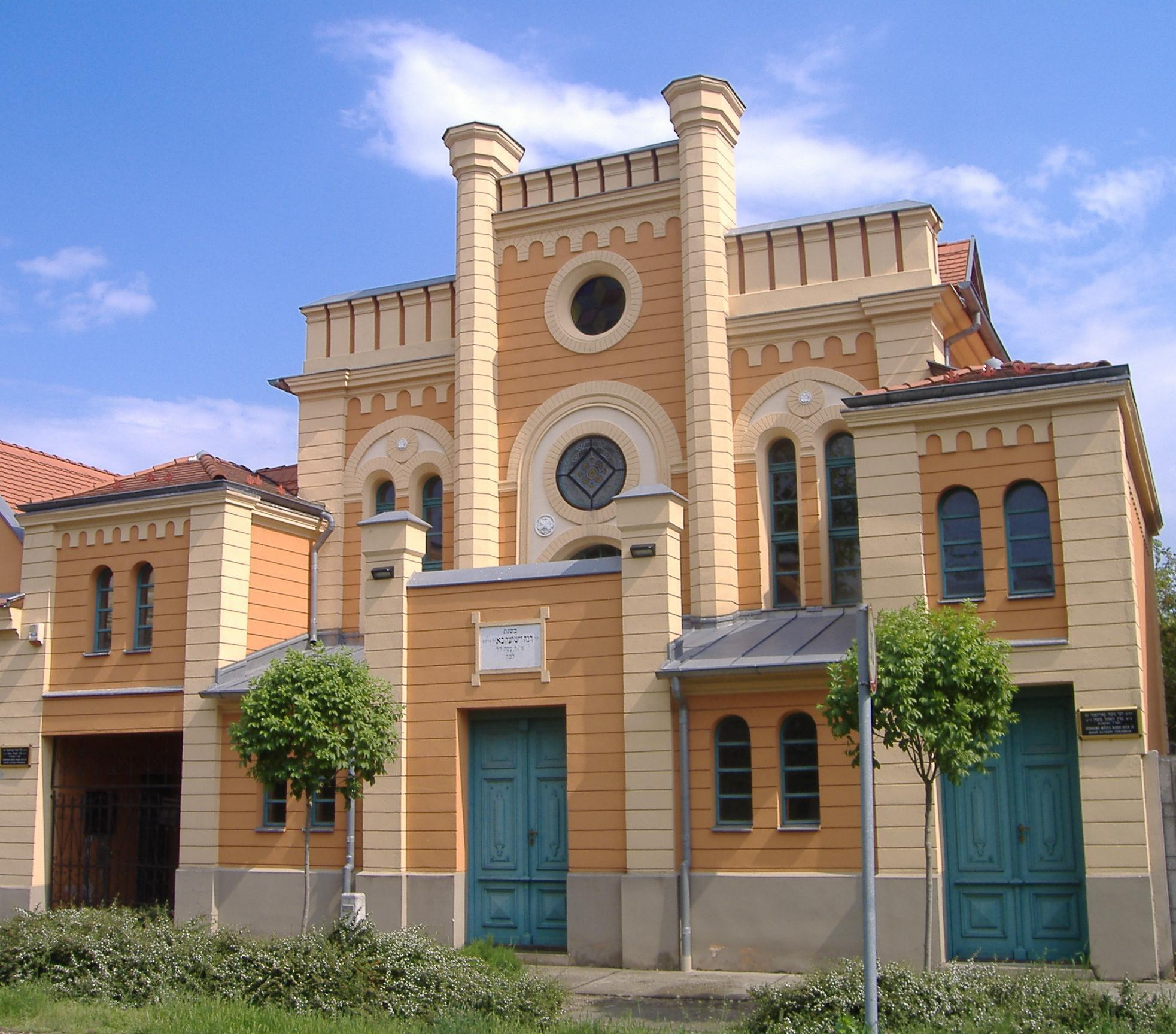
Ortodox zsinagóga, Makó
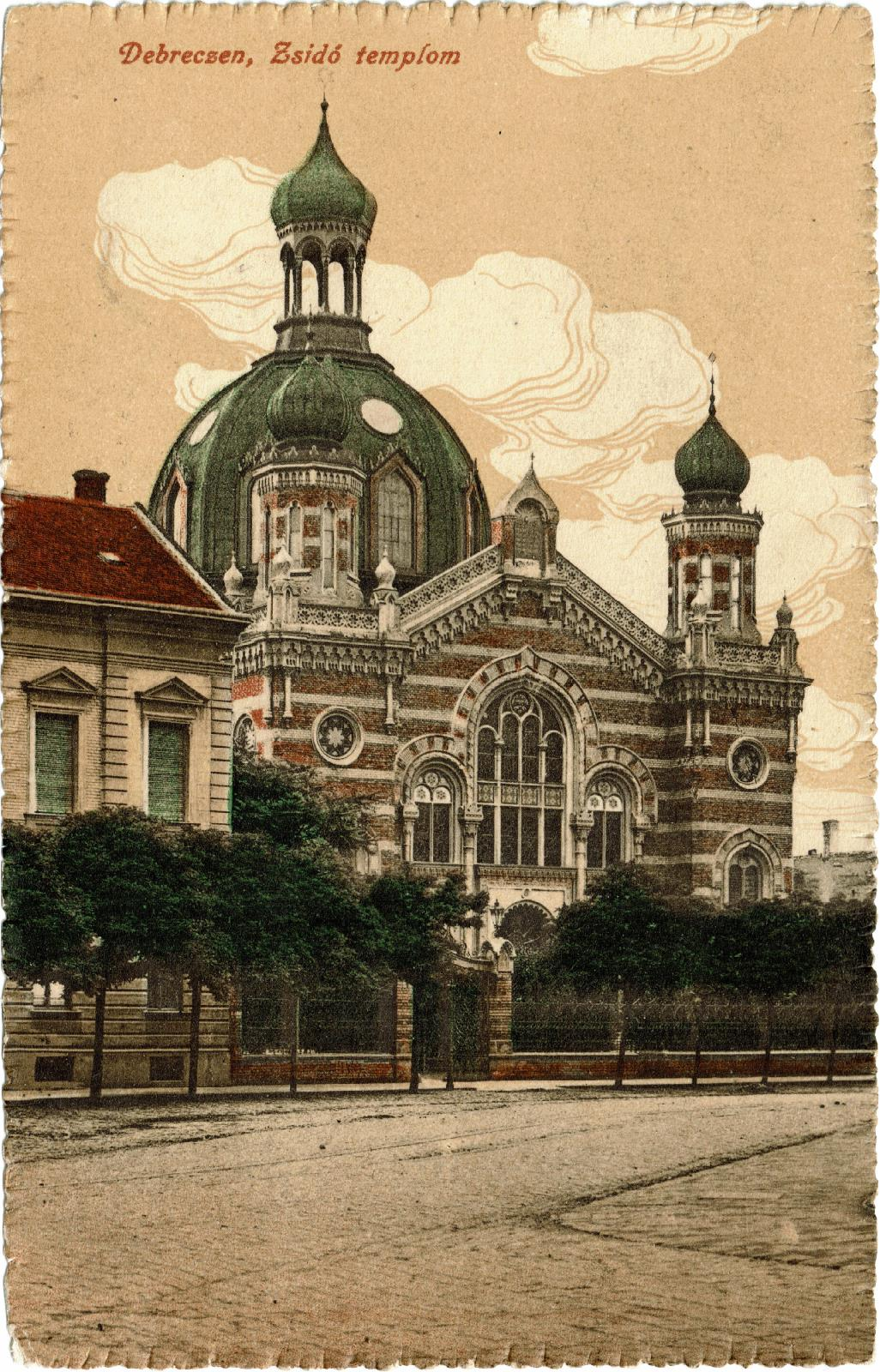
Neológ zsinagóga, Debrecen
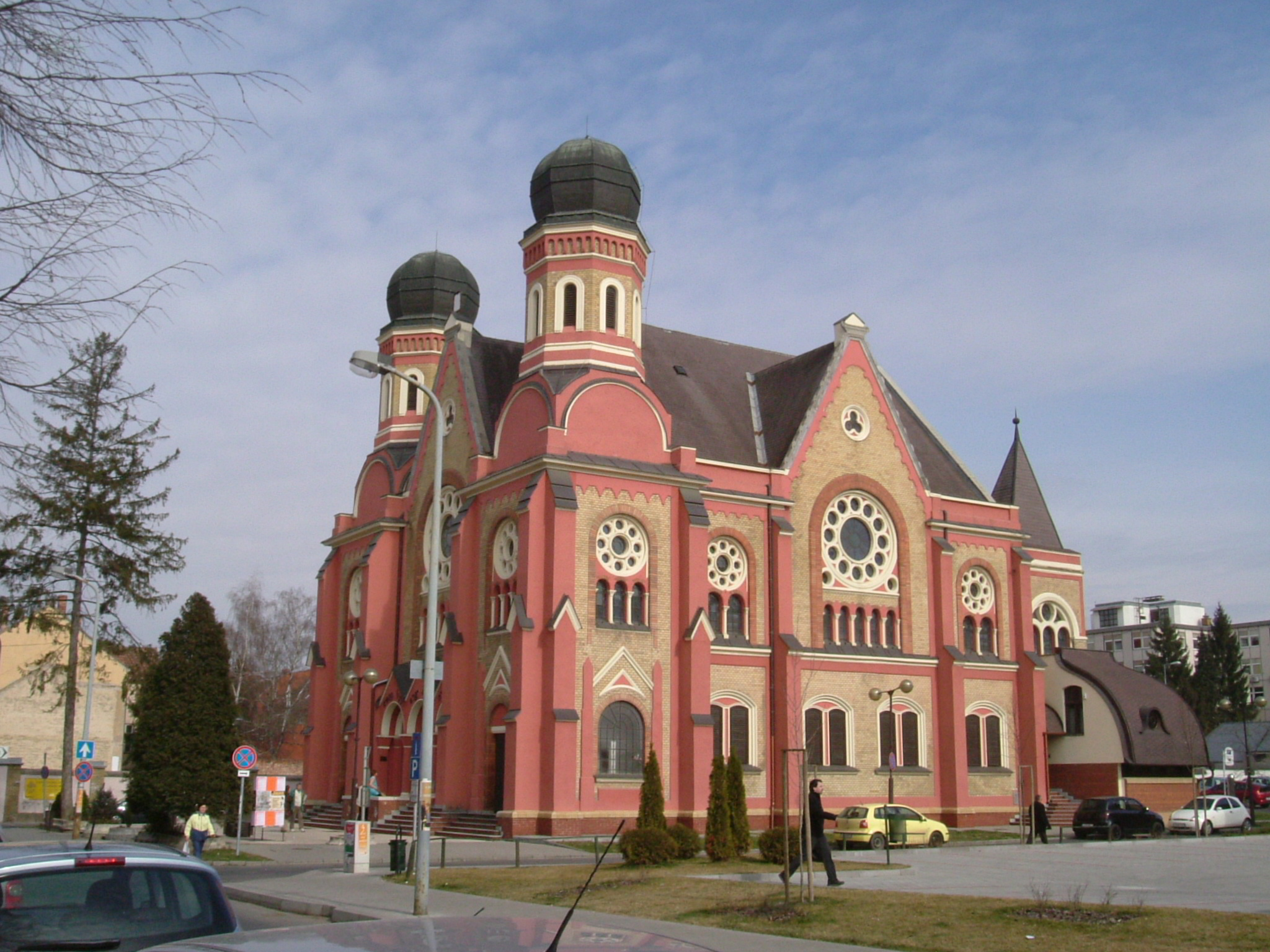
Zsinagóga, Zalaegerszeg
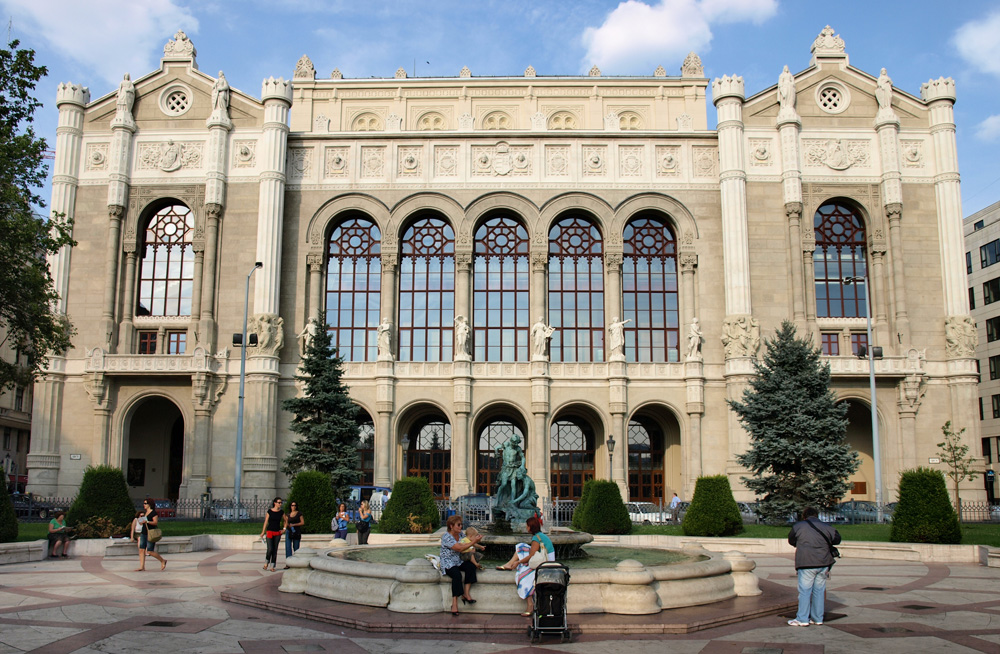
Pesti Vigadó, Budapest
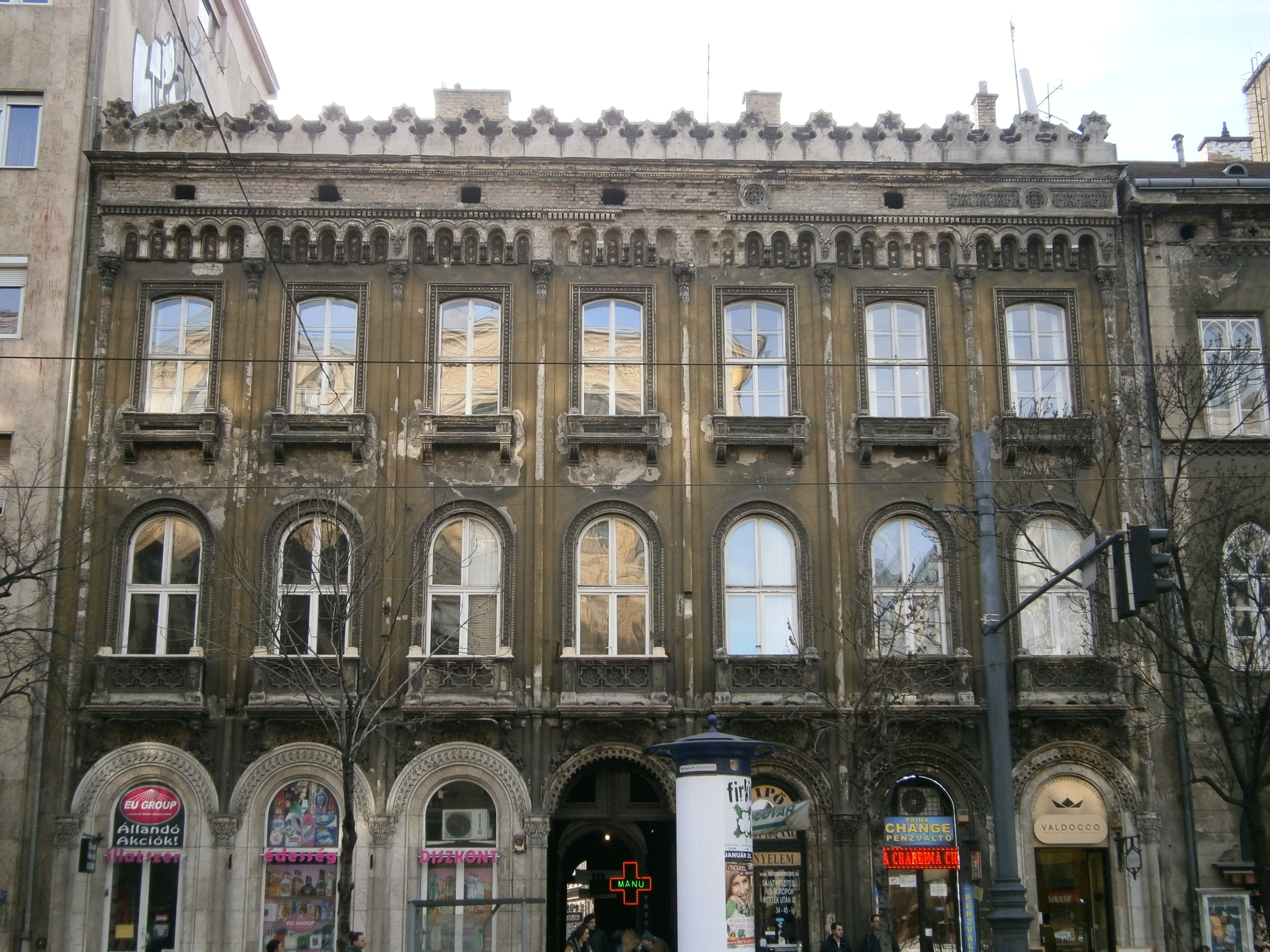
Unger-ház, Budapest
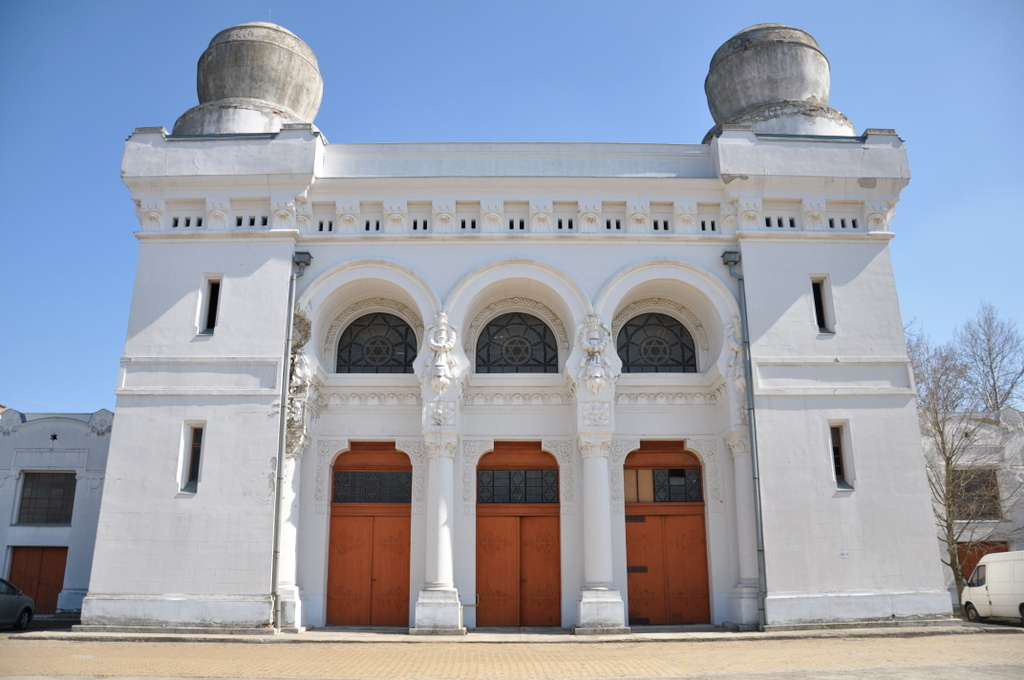
A Kozma utcai izraelita temető ravatalozója, Budapest
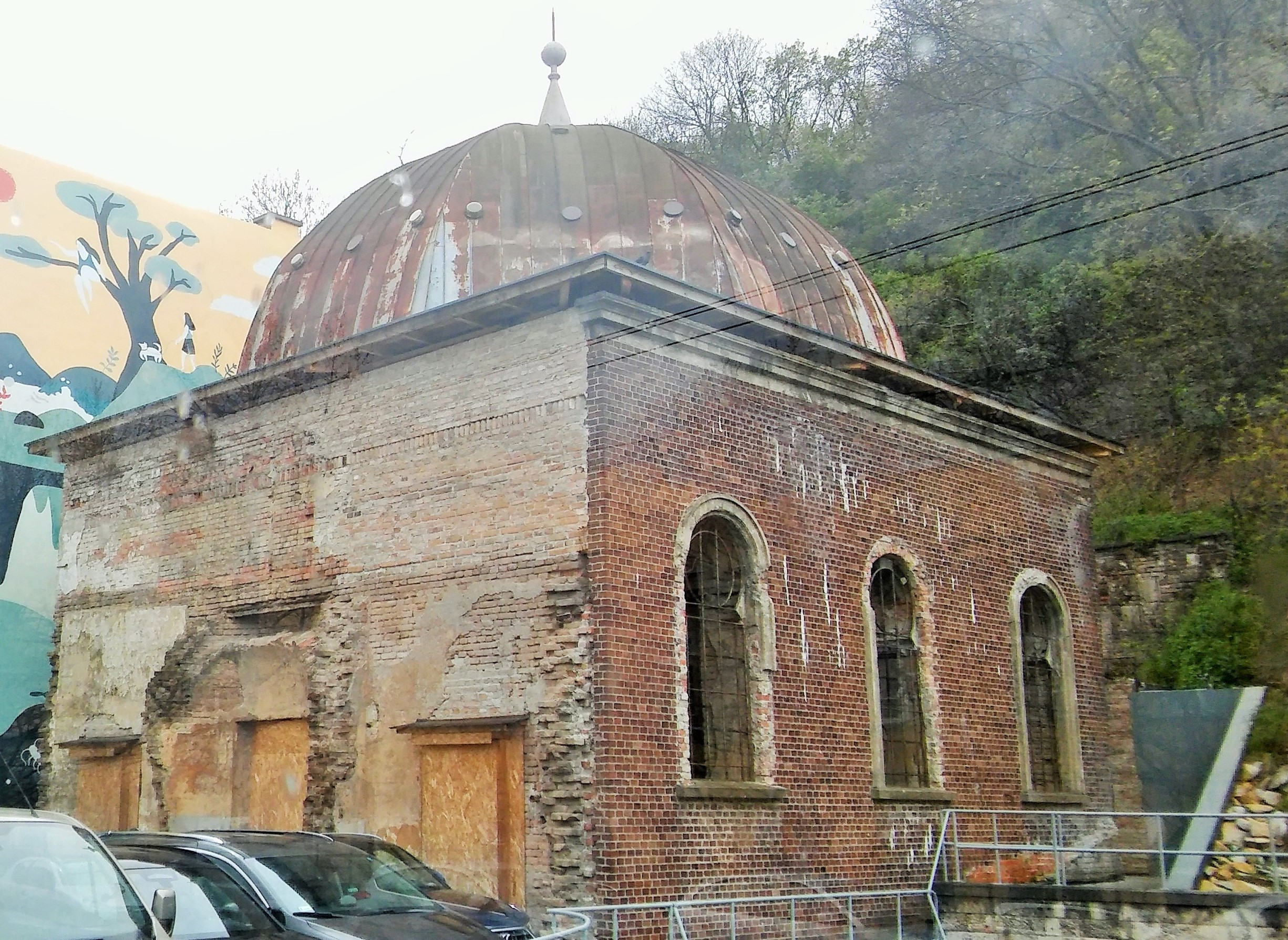
Népgőzfürdő, Budapest
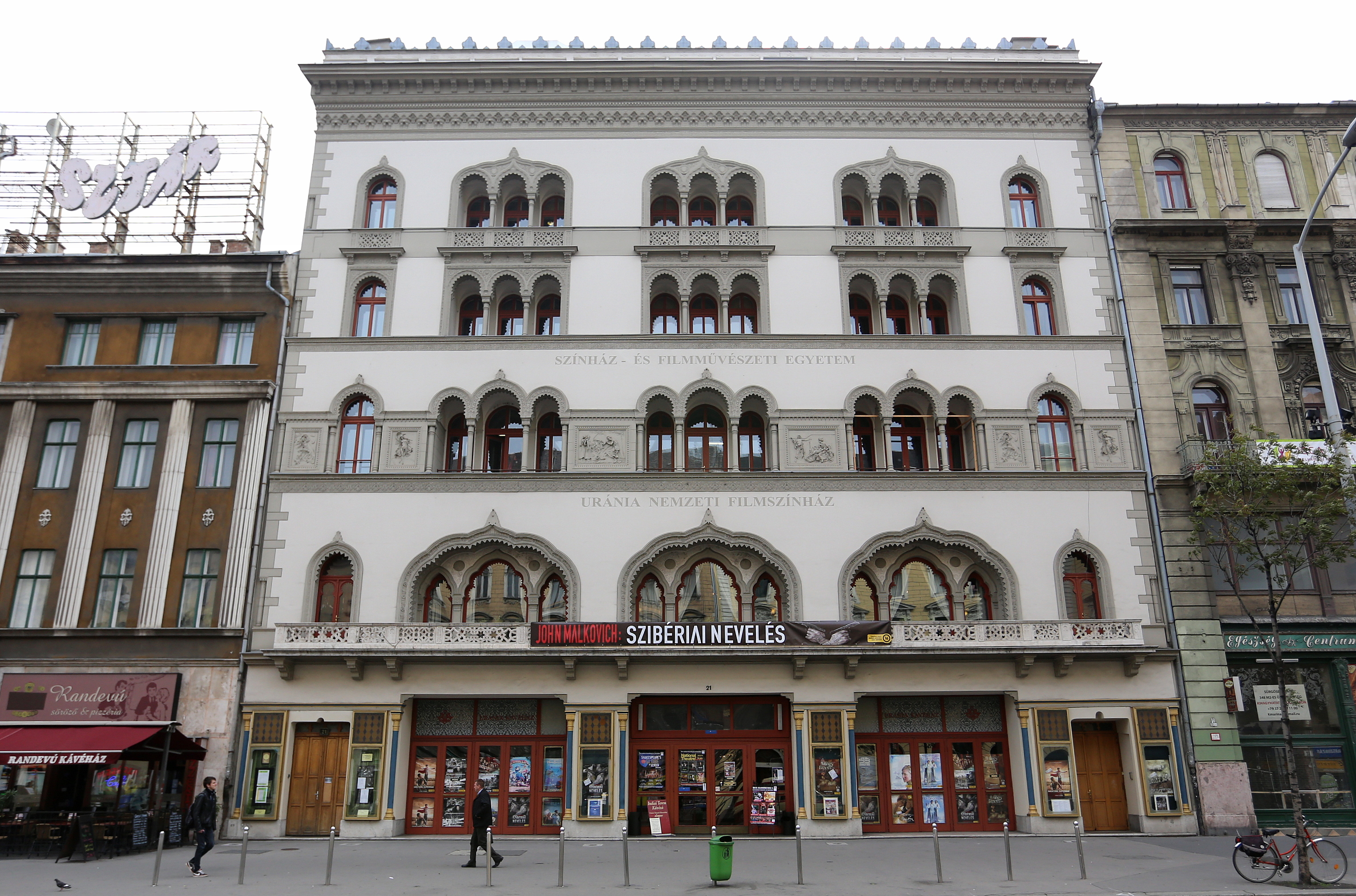
Uránia Nemzeti Filmszínház
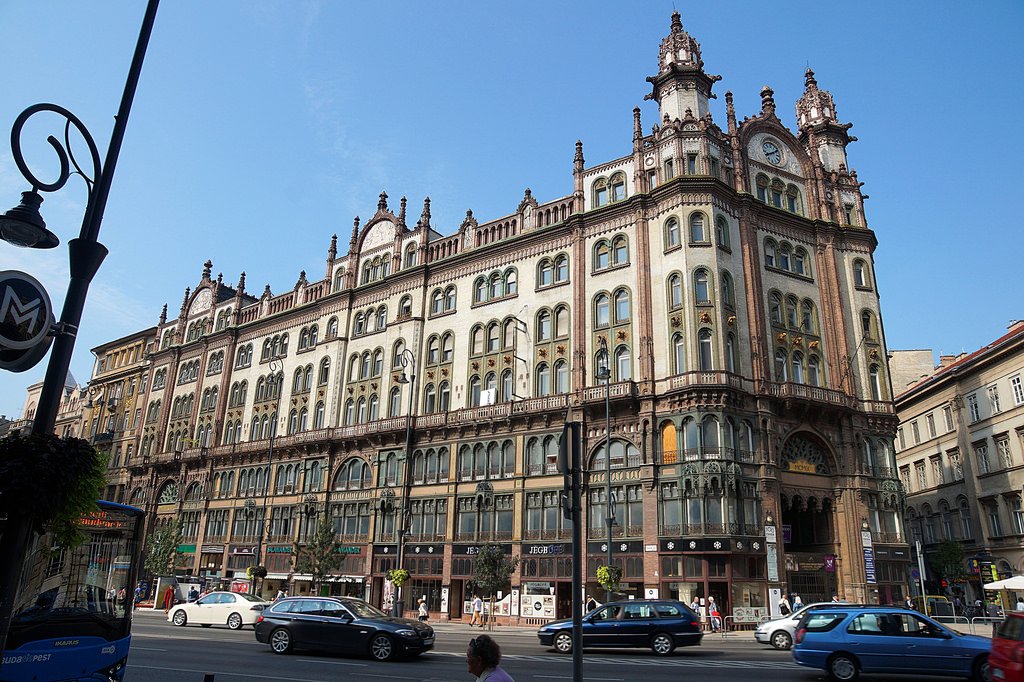
Belvárosi Takarékpénztár (Párizsi-udvar)
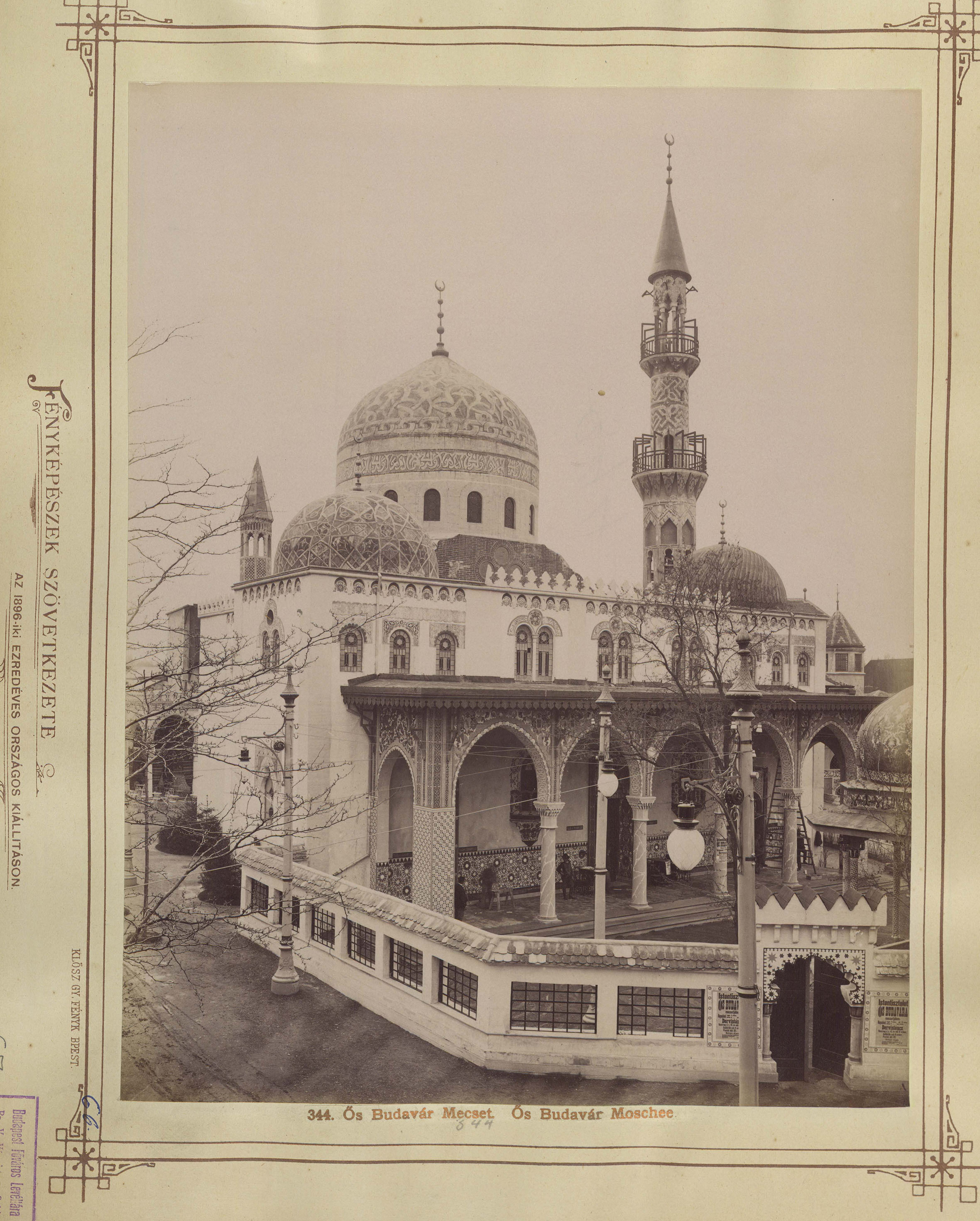
Mecset, Ős-Budavára
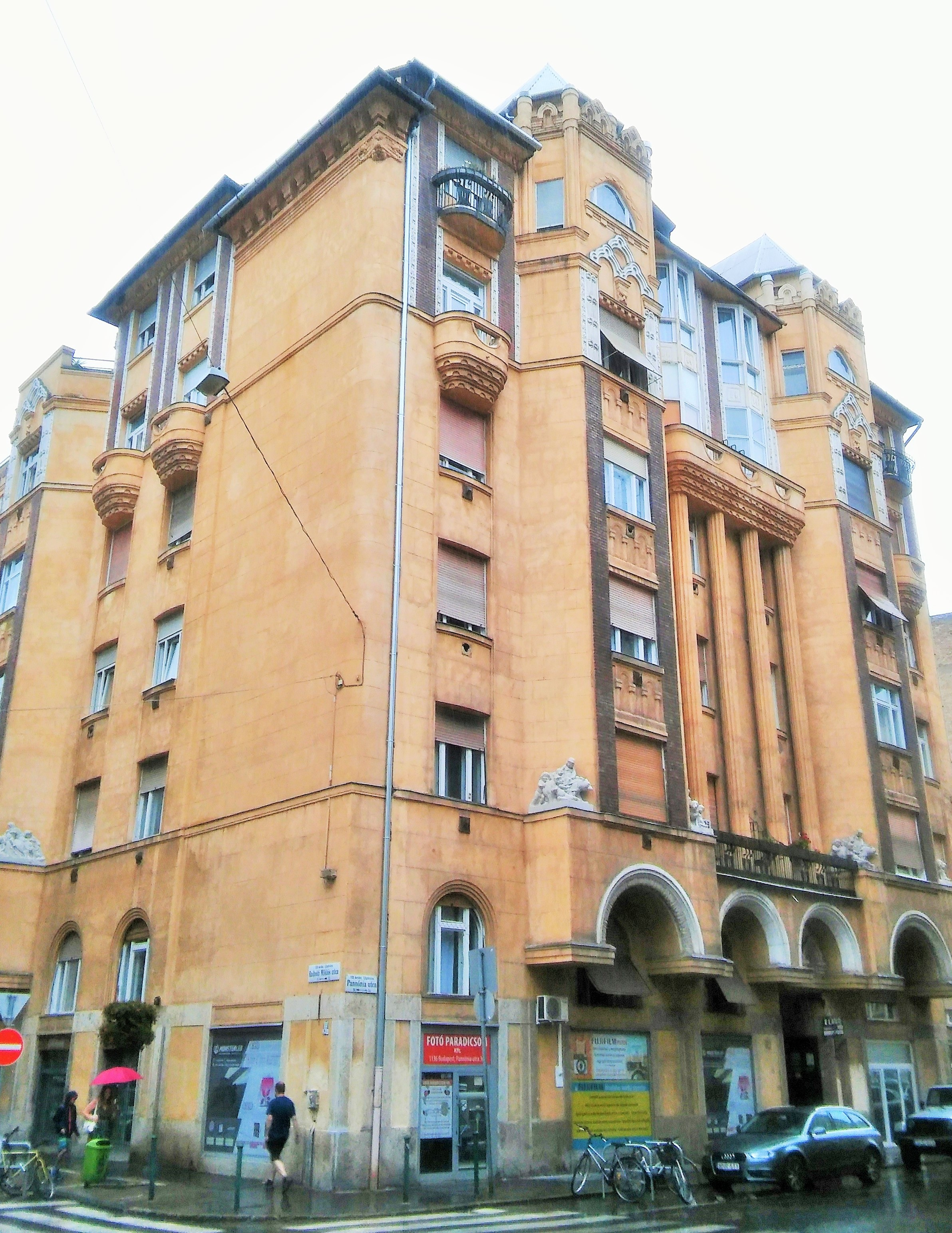
lakóház, Budapest, Pannónia u. 30.
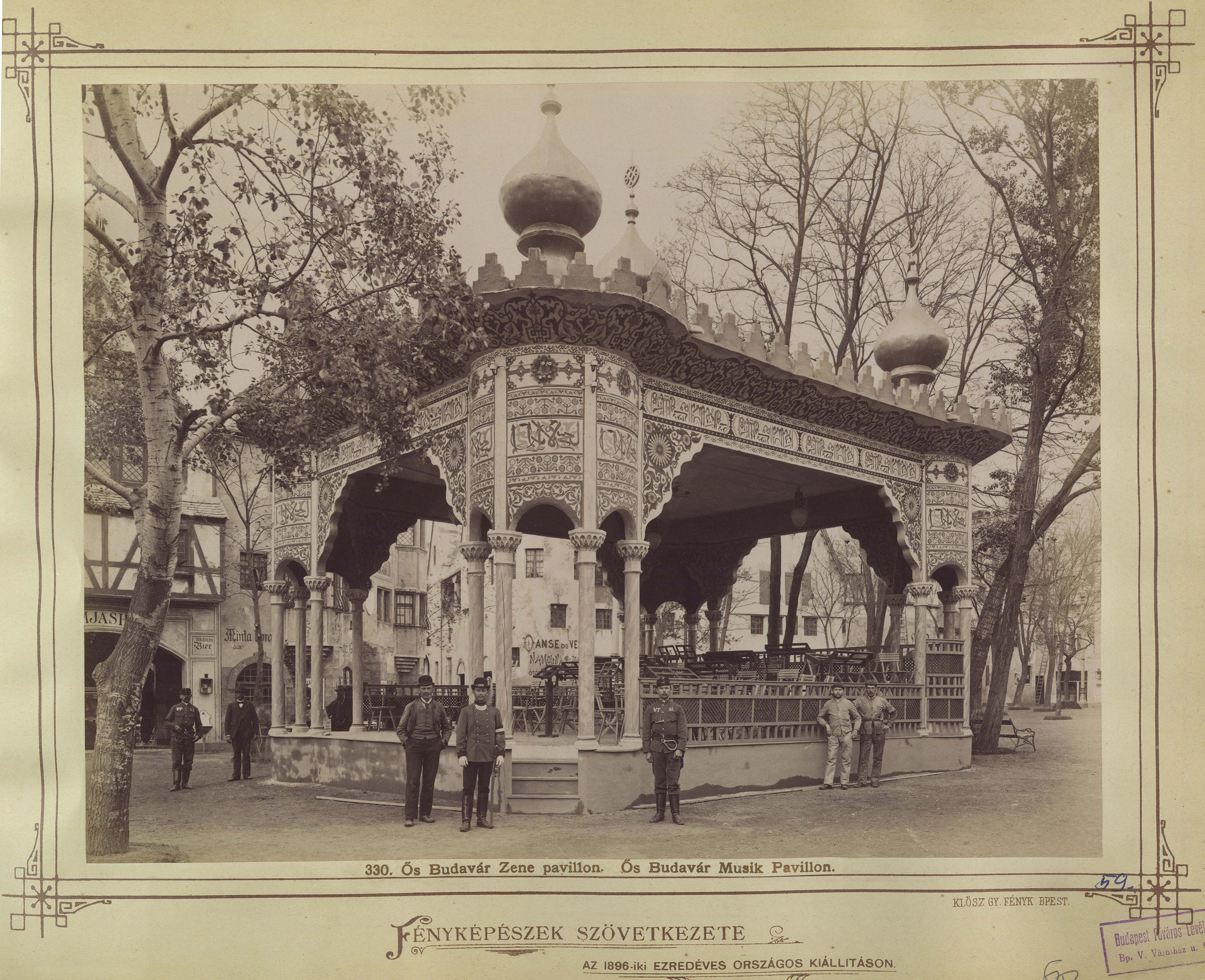
Zenepavilon, Millenniumi kiállítás, Budapest
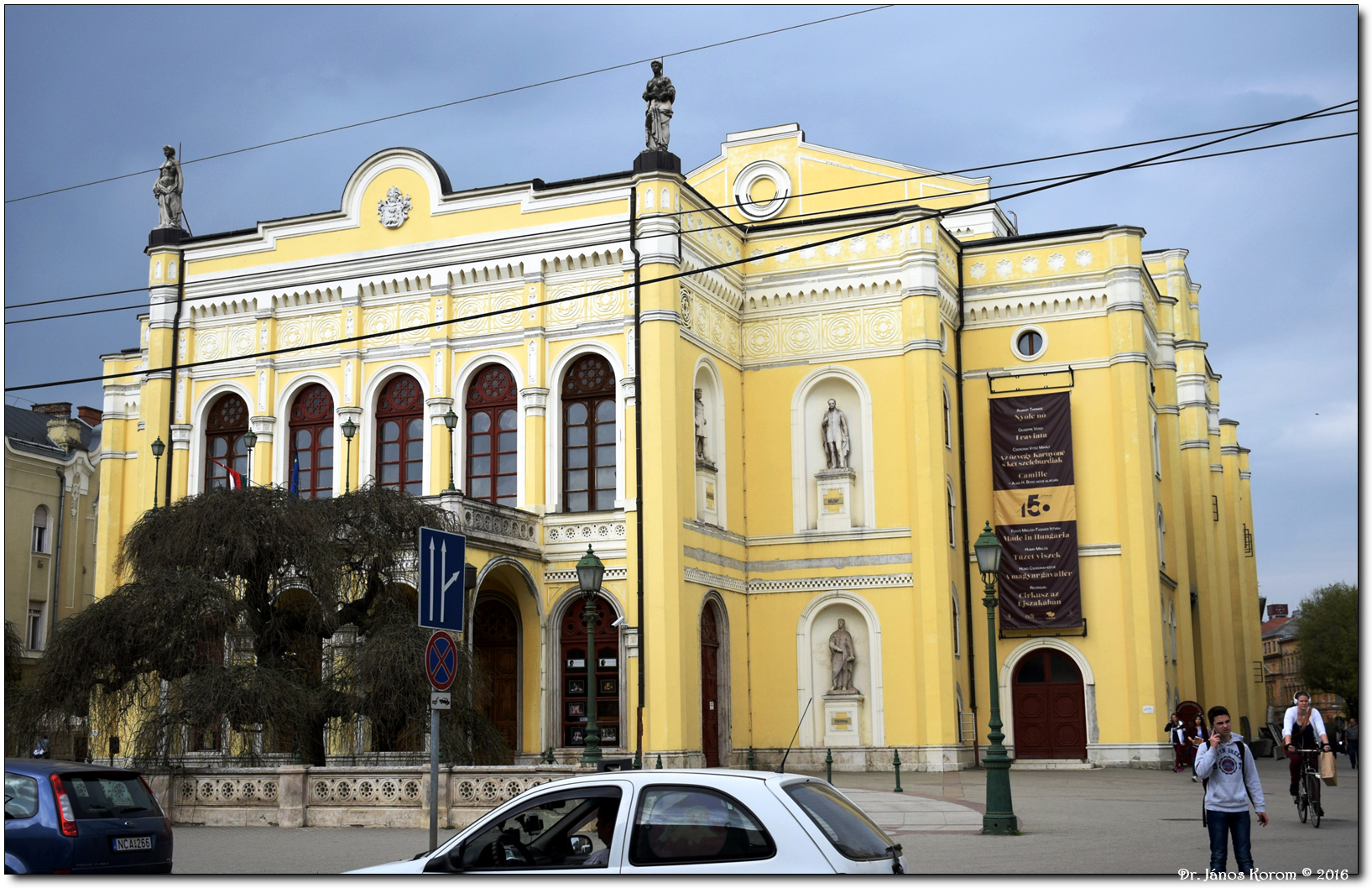
Csokonai Nemzeti Színház, Debrecen

## Egyéb szakirodalom
- P. Brestyánszky Ilona: Budapest zsinagógái, Ciceró Könyvkiadó, Budapest, 1999, ISBN 963-539-251-6
- Podonyi Hedvig: Zsinagógák Magyarországon, Viva Média Holding, Budapest, 2005, ISBN 963-761-972-0
- (szerk.) Gerő László: Magyarországi zsinagógák, Műszaki Könyvkiadó, Budapest, 1989, ISBN 963-10-8231-8
- Katona József: A 90 éves Dohány-utcai templom. Grünvald Fülöp – Naményi Ernő: Budapesti zsinagógák, Országos Magyar Zsidó Múzeum, Budapest, 1949 (2 mű egy kötetben)
- Klein Rudolf: Zsinagógák Magyarországon 1782–1918, TERC Kft., Budapest, 2011, ISBN 9789639968011
- Pejin Attila: Tornyos zsinagógák Magyarországon (restancia.hu)
- Moravánszky Ákos: Építészet az Osztrák–Magyar Monarchiában 1867–1918, Corvina Kiadó, Budapest, 1988, ISBN 963-13-2096-0, 39-44. o.